# Академия за персийски език и литература
Академията за персийски език и литература (на персийски: فرهنگستان زبان و ادب فارسی), по-рано наричана Академия на Иран, е официален регулаторен орган на персийския език.
Основана е на 20 май 1935 г. от Реза Шах Пахлави в Техеран, Иран. Академията действа като официален орган на езика, допринася за лингвистични изследвания на персийски и другите езици в страната.

## История
Академията за персийски език и литература е създадена на 20 май 1935 г. като „Академия на Иран“ по инициатива на Реза Шах Пахлави с активната подкрепа на министър-председателя Мохамед Али Форуги, които взимат много от идеите на Кемал Ататюрк, създал през 1932 г. турска езикова организация. Една от целите, които се преследват от Пахлави при създаването на академията, е „прочистване“ на персийския език от арабски и френски заемки и тяхната замяна с персийски еквиваленти. През 1934 г. Пахлави нарежда да се почисти изоставената гробница на Фирдоуси, където да се изгради негов мавзолей в чест на празника на хилядолетието на персийската литература, считано от датата на неговото раждане. На тържеството, известно като честването на хилядолетието Фирдоуси, присъстват делегации от много страни, както и видни учени-иранисти от Европа, САЩ и Съветския съюз.
В състава на академията се включват известни ирански учени:
- Абас Екбал Ащиани
- Абдолазим Гариб
- Ахмад Матин-Дафтари
- Али Акбар Дехода
- Али Акбар Сиязи
- Али Асгар Хекмат
- Бадиозаман Форузанфар
- Ебрахим Пурдавуд
- Хомаюн Форузанфар
- Иса Садик
- Махмуд Хесаби
- Мохамед Али Форуги
- Мохамад Али Джмалзаде
- Мохамад Казвини
- Мохамад Хеджази
- Мохамад-Таги Бахар
- Касем Гани
- Голамреза Рашид-Яземи
- Саид Нафиси
- Забихола Сафа

## Функции на академията
Академията се стреми да защити целостта на персийския език и е ключова институция в борбата на Иран да възстанови позицията си като нация-държава след падането на династия Каджар. През 1930-те и 1940-те години тя прави масивни кампании за замяна на много арабски, гръцки, френски заемки, чиято употреба е голяма в персийския език през вековете преди династия Пахлави.
В последно време вниманието на академията е насочено към настойчивото проникване на английски думи в персийски език – един процес, който протича при много други езици и е резултат на глобализация. От 1980 г. академията постоянно провежда кампании за използването на персийските еквиваленти на тези нови английски заемки. Тя също така има за задача, ако не съществуват такива еквиваленти, да извежда думи от съществуващите персийски корени и активно да насърчава приемането на тези нови неологизми вместо техните английски еквиваленти в ежедневието на говорещите персийски в Иран, Афганистан и Таджикистан.
Академията създава официален правопис на персийския език. Насърчава изследванията на езика и литературата, другите ирански езици, подкрепя проучванията и културата.
Иранското законодателство изисква персийските еквиваленти да се използват във всички официални телевизионни канали, радиостанции и комуникации на държавните органи и фирми, както и в имената на продуктите на всички частни фирми.

## Превод на „персийски език“
На 19 ноември 2005 г. академията представя английското наименование на персийски език и отхвърля всяко използване на думата „фарси“. Съобщението гласи:
- „Персийски“ се използва в различни публикации, включително културни, научни и дипломатически документи, в продължение на векове и, следователно, носи много значимо историческо и културно значение. Следователно, промяната от „персийски“ на „фарси“ би отрекла този установен важен прецедент.
- Промяна на използването от „персийски“ на „фарси“ може да създаде впечатлението, че фарси е нов език въпреки че това може да се окаже и намерението на някои използващи „фарси“.
- Промяна на използването може да създаде впечатление, че фарси е диалект, използван в някои части на Иран, а не преобладаващ (и официален) език на страната.
- Думата „фарси“ никога не е била използвана в изследователските статии или университетски документи на нито един западен език, и предложението да се започне нейното използване ще създаде съмнения и неяснота около името на официалния език на Иран.

Подкрепа за това съобщение постепенно дават други институции и литературни фигури от целия свят.